# Necròpolis de Varna
La necròpolis de Varna (en búlgar: Варненски некропол) o cementiri de Varna és un lloc d'enterraments situat a la zona industrial occidental de Varna, a Bulgària; internacionalment, es considera un dels jaciments arqueològics més importants de la prehistòria. Hi ha el tresor d'or més antic del món, datat del 5000 aC. Es va descobrir l'any 1972 per Raycho Marinov, un 30% del jaciment encara no s'ha excavat.
Hi ha exemples de la metal·lúrgia d'or i coure i ceràmica, algunes pintades amb or.